# Alvhem
Alvhem est une localité de la commune d'Ale dans le comté de Västra Götaland en Suède.
Sa population était de 344 habitants en 2019.